# Érdi Jazz Fesztivál

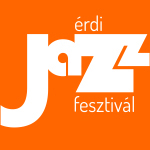
Az Érdi Jazz Fesztival logója

Az Érdi Jazz Fesztivál az Érdi Napok programsorozatán belül 2015 óta megrendezett esemény.

## Története
Az első fesztivált Kéri Mihály festőművész, az Érdi Galéria vezetője kezdeményezte, amely akkor két helyszínen, az érdi Csuka Zoltán Városi Könyvtárban és a Magyar Földrajzi Múzeum kertjében zajlott. Az első alkalommal megrendezett eseményen fellépett többek között a Liszt-díjas Dresch Mihály vezette Dresch-quartett, a Ludányi-quartett tagjaként Ludányi Tamás és Tálas Áron, a Gáspár Károly-trióval Winand Gábor, valamint a Tóth Viktor-tercett.
2016-ban Irk Réka, a MagyarJazz főszerkesztője, a Harmónia Jazzműhely kurátori tagja vette át a szervezést és már három helyszín adott otthont a fellépőknek: az érdi zenei könyvtár, a felnőtt könyvtár és Érd főtere. A műsor színdarabbal is bővült, amelyet a Malko Teatro előadásában láthattak a nézők. A zenei előadók között fellépett többek között Dresch Mihály vonós quartettjében ifjabb Csoóri Sándor, valamint Brasnyó Antal. A Gáspár Károly-trióban játszott Bágyi Balázs és az Év jazzgitárosa, Juhász Gábor. A zárónapon a Liszt-díjas László Attila és zenekara, valamint vendégük, a roma dzsessz képviselője, Szőke Nikoletta adott koncertet.
2017-ben, a harmadik alkalommal megrendezésre kerülő fesztiválon immár négy helyszínen hallgathatják a műsorokat a nézők. A négy helyszín más-más környezetével egyedi produkciók megrendezésére ad lehetőséget. Új színfoltként a fesztivál ebben az évben irodalmi produkcióval bővül. A Szepes Gyula Művelődési Központban Juhász Gábor és Lackfi János a Jazz és az irodalom kapcsolatáról tart előadást. Ebben az évben is bemutat egy dzsesszel párosított színdarabot a Malko Teatro. Fellép a korábbi évek fellépői mellett többek között Sárik Péter, Oláh Kálmán, Binder Károly Erkel Ferenc-díjas zongoraművész, Borbély Mihály Kossuth-díjas és Liszt Ferenc-díjas fúvós zenész, valamint a Fonogram-díjas Urbán Orsi is.
Az eddigi fellépők (2015–2016) között szerepelt még a felsoroltakon kívül Bögöthy Ádám, Lukács Miklós, Tóth Viktor,  Czírják Tamás, Horváth Balázs, Bende Zsolt, Hoff Marcell, Bognár András, Lattmann Béla, Oláh Tzumo Árpád, Hidász Tamás is.
2018-ban negyedik alkalommal kerül megrendezésre az Érdi Jazz Fesztivál, három helyszínen változatos jazz programokkal. Fiatal egyetemista tehetségeknek is teret ad a fesztivál. A Szepes Gyula Művelődési Központban Háy János és László Attila közös műsorával indul szeptember 4-én a fesztivál. Csütörtökön a Czirják Trió lép fel a Zenei Könyvtárban, majd péntektől a Magyar Földrajzi Múzeum kertjébe költözik a fesztivál, a fedett kocsiszín alá. Pénteken a Hajdu Klára Quartet vendége Fekete-Kovács Kornél. Szombaton Kiss Attila Quartet vendége Zolbert szaxofonos. Vasárnap először fiatal egyetemisták mutathatják meg tehetségüket fél 6-tól, majd 7-től  a Balázs Elemér Grouppal zárul a jazzfesztivál.
2019-ben már 5. alkalommal kerül megrendezésre az Érdi Jazz Fesztivál 3 helyszínen szeptember 10-15. között. 10-én, a Jazz és irodalom előadáson Grecsó Krisztián író, költő és Balogh Kálmán cimbalom-művész lép fel. 11-én a Jazz és Színház előadáson Tóth Viktor szaxofonos a „Könnyen érthető jazz” című előadása kerül színpadra. 12-én Jazz a könyvtárban rendezvényen Elek István feltörekvő zenészeket hoz magával. 13-án kiköltözik a Magyar Földrajzi Múzeum kertjébe a fesztivál az egész hétvégére. Pénteken Borbély-Dresch Quartet feat. Tálas Áron koncertet hallgathatja meg a közönség 20 órakor, majd szombaton két produkciót láthatnak az érdeklődők: Tehetséges egyetemisták koncertje: Nagy-Babos Rebeka – Rozbora Ádám Quintet, majd 20 órakor Barabás Lőrinc Quartet feat. Birta Miki koncertet. 15-én pénteken a jazzfesztivál zárásaként is két koncert lesz hallható: Az Év Fiatal Jazz Zenészei & JazzFed Quartet, valamint 20 órakor kezdődik a magyar jazz nagy generációjának koncertje: Szakcsi Lakatos Béla – Tony Lakatos – László Attila – Kőszegi Imre – Orbán György fellépése, ami egy egyszeri, különleges formáció az Érdi Jazz Fesztiválra.
2020-ban 6. alkalommal rendezték meg a jazzfesztivált, ami a koronavírus miatt kétnapos volt. Szeptember 11-én a Modern Art Orchestra érkezett Érdre. A big band a Bartók: Tizenöt magyar parasztdal című lemezét mutatta be. 
Előttük Bögöthy Ádám triója muzsikált: Bögöthy Ádám – bőgő, Szaniszló Richárd – vibrafon, Mester Dániel – szaxofon.
Szeptember 13-án a Magyar Földrajzi Múzeum kertjében a Budapest Ragtime Band szórakoztatta a közönséget. Előttük pedig a kiemelkedően tehetséges egyetemisták koncértjét hallgathatták meg. Varga Dávid Quintetje lépett fel, akik januárban a Müpa Jazz Showcase tehetségkutatóját megnyerték. A zenekar tagjai voltak: Varga Dávid – ének, Farkas Zsolt – zongora, Oláh Kálmán Jr. – szaxofon, Siklai István – bőgő, Fábry Adonisz – dob
2021-ben már 7. alkalommal rendezik meg az Érdi Jazz Fesztivált, melynek neve AVL-Érdi Jazz Fesztiválra változott. Az AVL Hungary Kft. támogatja ebben az évben a jazzfesztivált, rajtuk kívül még két kisebb érdi cég csatlakozott.
Szeptember 9. és 12. között egy eseményre és öt koncertre kerül sor. Szeptember 9-én a már hagyományos Jazz és irodalommal kezdődik a fesztivál. Dragomán György marosvásárhelyi író és Lantos Zoltán jazzhegedűs előadását hallgathatja meg a közönség az AVL Székházban. Szeptember 10-től kiköltözik a jazzfesztivál a Magyar Földrajzi Múzeum kertjébe, ahol pénteken Dresch Quartet hallható, új lemezüket mutatják be.
Szeptember 11-én, szombaton két koncert lesz a kertben, 17:30-kor Soso Quartet: Soso Lakatos Sándor – szaxofon, Egri János Jr. – zongora, Egri János – bőgő, Lakatos Pecek András – dob
majd este 7 órától a László Attila Fusion Circus héttagú zenekar, akiknek vendége a híres dobos, az Egyesült Államokban élő Borlai Gergő lesz. A Zenekar tagjai: László Attila – gitár, Nagy János – billentyűs hangszerek, Lattmann Béla – basszusgitár, Pecze Balázs – trombita, Soso Lakatos Sándor – szaxofon, Csapó Krisztián – harsona, Vendég: Borlai Gergő – dob 
Vasárnap, szeptember 12-én ugyancsak két koncertre várják a szervezők a közönséget. Először a kiemelkedően tehetséges egyetemisták lépnek színpadra. Orbay Lilla Group: Orbay Lilla – ének, Oláh Kálmán Jr. – szaxofon, Horváth Balázs – zongora, Pál Gábor – basszusgitár, Fábry Adonisz – dob, akik különdíjat nyertek fél évvel később a Müpa Jazz Showcase versenyén,
majd az AVL-Érdi Jazz Fesztivál méltó zárásaként, Berki Tomi 75 koncertre kerül sor. Ami egyrészt azért lesz különleges, mert Berki Tamást, az egyik legnépszerűbb és legismertebb jazzénekest köszöntik születésnapja alkalmából, másrészt olyan zenekarral debütál Érden, akikkel még soha nem játszott együtt. A Nagy János különleges triója fogja kísérni az énekest: Berki Tamás – ének, Nagy János – billentyűs hangszerek, Frankie Látó – hegedű, Joubert Flóra – dob.
2022-ben már 8. alkalommal rendezték meg az AVL-Érdi Jazz Fesztivált. Szeptember 8-11. között a jazzművészek krémje érkezik a megyei jogú városba.  Szeptember 8-án hagyományosan a jazz és irodalom előadással nyitják a jazzfesztivált, ahol Harcsa Veronika és Závada Pál estjét hallgathatja meg a közönség az AVL Székházban. Szeptember 9-től a Földrajzi Múzeum kertjében várják a jazzrajongókat szervezők, a Lantos Zoltán – Barabás Lőrinc duóval (Lantos Zoltán – hegedű, Barabás Lőrinc – trombita), majd az Oláh Kálmán Quartet feat. Pecze Balázs lemezbemutatóval (Oláh Kálmán – zongora, Oláh Kálmán Jr. – szaxofon, Lakatos Pecek Krisztián – bőgő, Balázs Elemér – dob, vendég: Pecze Balázs – trombita). Szeptember 9-én ugyancsak két különleges, Érden debütáló formáció koncertjére kerül sor: Pocsai Kriszta Trió feat. Fekete-Kovács Kornél (Pocsai Kriszta – ének; Gyémánt Bálint – gitár; Orbán György – bőgő, Fekete-Kovács Kornél – trombita), valamint Szakcsi Lakatos Béla Quartet feat. Juhász Gábor (Szakcsi Lakatos Béla – zongora, Fekete-Kovács Kornél – trombita, Orbán György – bőgő, Kőszegi Imre – dob, vendég: Juhász Gábor – gitár). Zárásképp hagyományosan a kiemelkedően tehetséges egyetemisták játszanak a kertben: Egri-Golarits Quartet (Egri János Jr. – zongora, Golarits Márton – ének, Siklai István – basszusgitár, Fazekas Tamás – dob) és méltó lezárásaként a négynapos ünnepnek, a Budapest Jazz Orchestra: feat. Urbán Orsi és László Attila koncertre kerül sor szeptember 11-én.